# GDF15
El factor de creixement/diferenciació 15 és una proteïna que en humans està codificada pel gen GDF15. GDF15 es va identificar per primera vegada com a citocina inhibidora de macròfags-1 o MIC-1.
És una proteïna que pertany a la superfamília beta del factor de creixement transformador. En condicions normals, GDF15 s'expressa en concentracions baixes a la majoria d'òrgans i es regula a l'alça a causa de lesions d'òrgans com el fetge, el ronyó, el cor i el pulmó.

## Funció
La funció de GDF15 no està del tot clara però sembla que té un paper en la regulació de les vies inflamatòries i està implicada en la regulació de l'apoptosi, l'angiogènesi, la reparació cel·lular i el creixement cel·lular, que són processos biològics observats en trastorns cardiovasculars i neoplàstics.

## Importància clínica
GDF15 ha demostrat ser una proteïna pronòstica forta en pacients amb diferents malalties com les malalties del cor i el càncer. Als teixits cardiovasculars s'ha demostrat que les concentracions de GDF-15 augmenten en resposta a l'aterosclerosi, lesions per isquèmia/reperfusió i insuficiència cardíaca. En pacients amb malaltia de l'artèria coronària (CAD), s'ha demostrat que el GDF-15 s'associa amb un resultat advers com la mortalitat, l'infart de miocardi, l'ictus i l'hemorràgia.
Tanmateix, els nivells elevats de GDF15 en malalties com el càncer i les malalties del cor poden ser el resultat de la inflamació causada per aquestes malalties. Tingueu en compte que GDF15 és necessari per sobreviure tant a infeccions bacterianes com virals, així com a la sèpsia. Els efectes protectors de GDF15 eren en gran manera independents del control dels patògens o de la magnitud de la resposta inflamatòria, cosa que suggereix un paper en la tolerància a la malaltia.
Es va demostrar que la metformina provoca un augment dels nivells de GDF15. Aquest augment media l'efecte de la pèrdua de pes corporal per metformina. Estudis posteriors han demostrat que la pèrdua de pes es promou mantenint la despesa energètica a més de la supressió de la gana.
Les elevacions de GDF15 redueixen la ingesta d'aliments i la massa corporal en models animals mitjançant la unió al receptor alfa de la família de factors neurotròfics derivats de cèl·lules glials (GFRAL) i el reclutament del receptor tirosina quinasa RET al cervell posterior.
Tant en ratolins com en humans s'ha demostrat que la metformina i l'exercici augmenten els nivells circulants de GDF15. GDF15 també pot exercir efectes antiinflamatoris mitjançant mecanismes que no s'entenen del tot. Aquests mecanismes únics i diferents per suprimir la ingesta d'aliments i la inflamació fan de GDF15 un candidat atractiu per tractar moltes malalties metabòliques, com ara l'obesitat, la diabetis mellitus tipus 2, la malaltia del fetge gras no alcohòlic, les malalties cardiovasculars i la caquèxia del càncer.
El tractament de rosegadors alimentats amb una dieta rica en greixos amb factor de diferenciació de creixement recombinant 15 (GDF15) redueix l'obesitat i millora el control glucèmic mitjançant la supressió de la ingesta d'aliments depenent de la ingesta d'aliments de la família de factors neurotròfics derivats de cèl·lules glials.
La pèrdua específica de fibroblast de l'expressió GDF15 en un model d'aprimament epidèrmic induït per la pell humana reconstruïda en 3D, un segell distintiu de l'envelliment de la pell. GDF15 té un paper no revelat fins ara en l'homeòstasi mitocondrial per retardar tant l'inici de la senescència cel·lular com l'aparició de canvis relacionats amb l'edat en un model de pell humana en 3D.
També s'ha associat com a factor causal de la hiperèmesi gravídica, una forma severa de nàusees matinals.